# Шахнаме

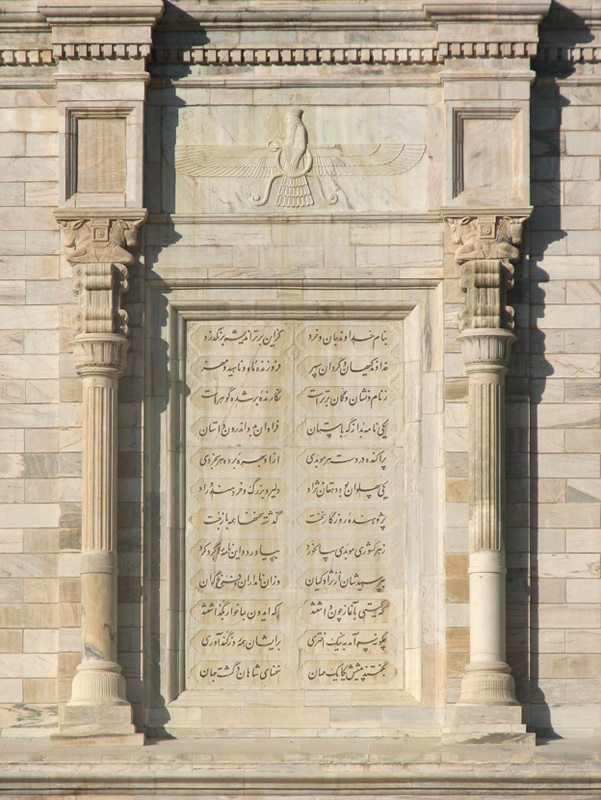
Надгробие Фирдоуси в городе Тус

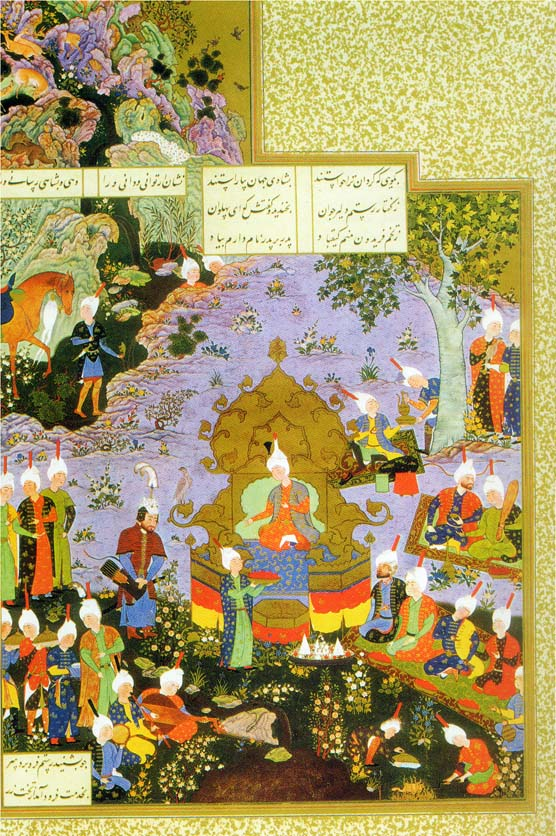
«Шах-наме». Иллюстрация из издания XVI века

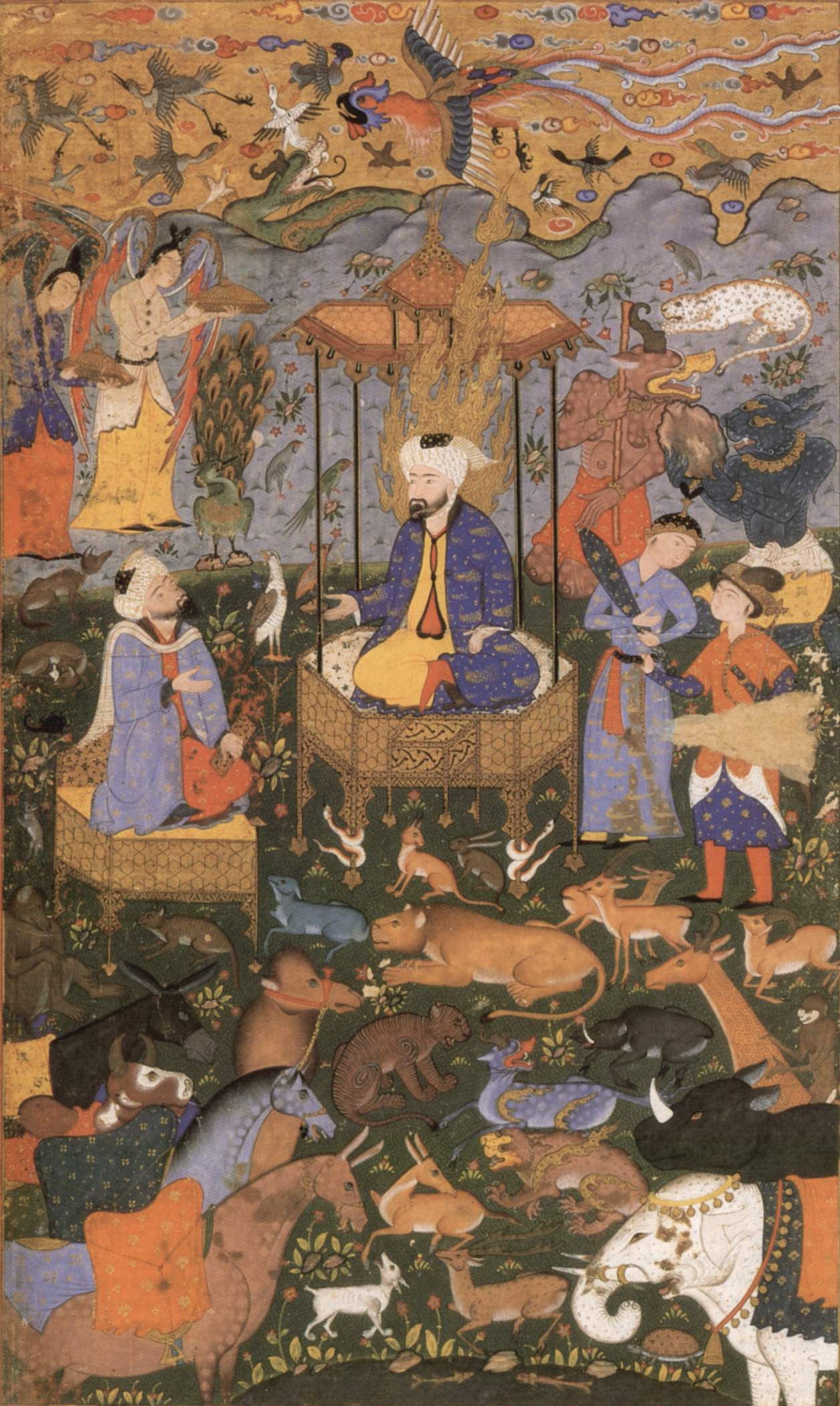
Шах Сулейман (царь Соломон). Иллюстрация из издания «Шах-наме» XVI века. Британская библиотека, Лондон

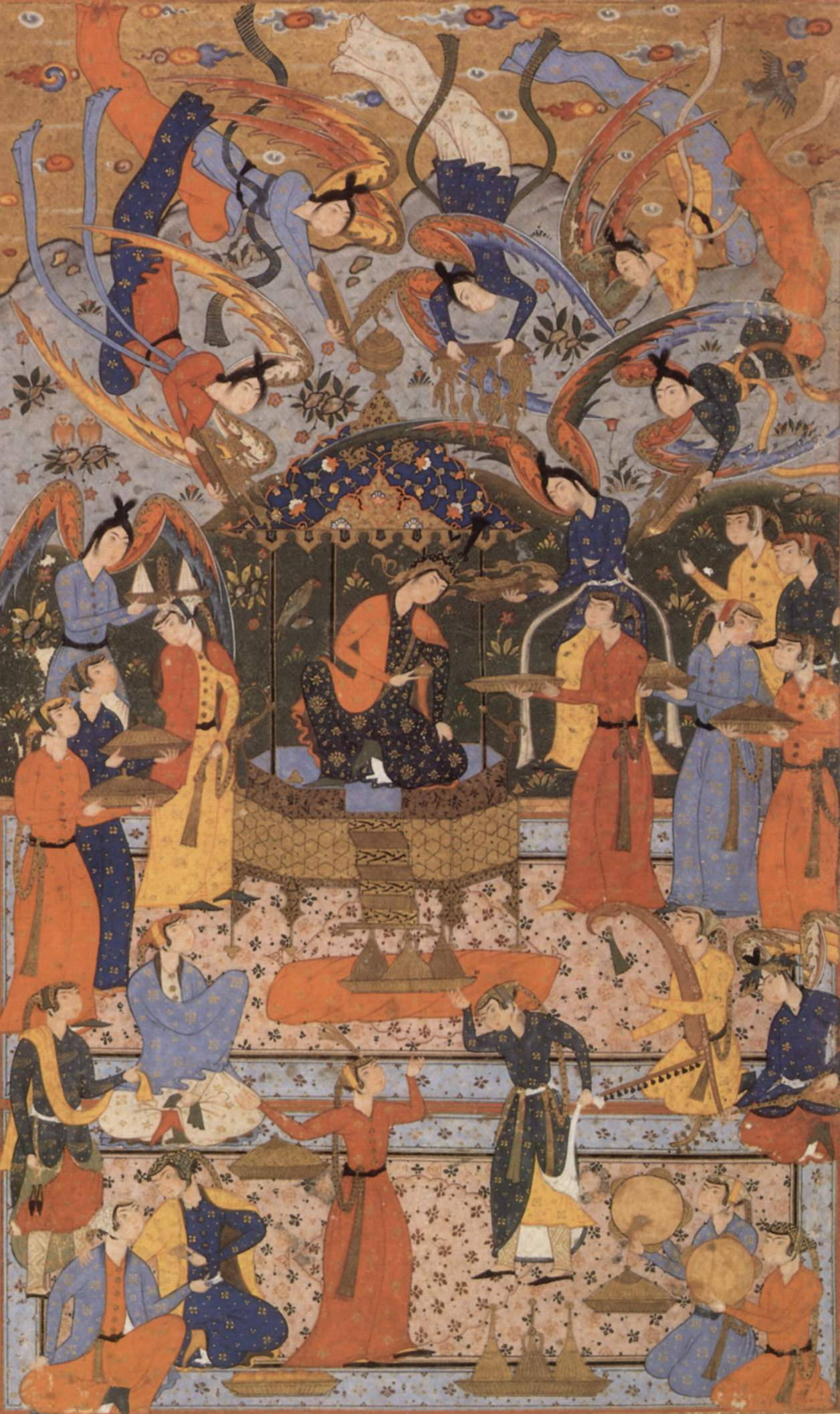
Царевна Шаба (царица Савская). Иллюстрация из издания «Шах-наме» XVI века. Британская библиотека, Лондон

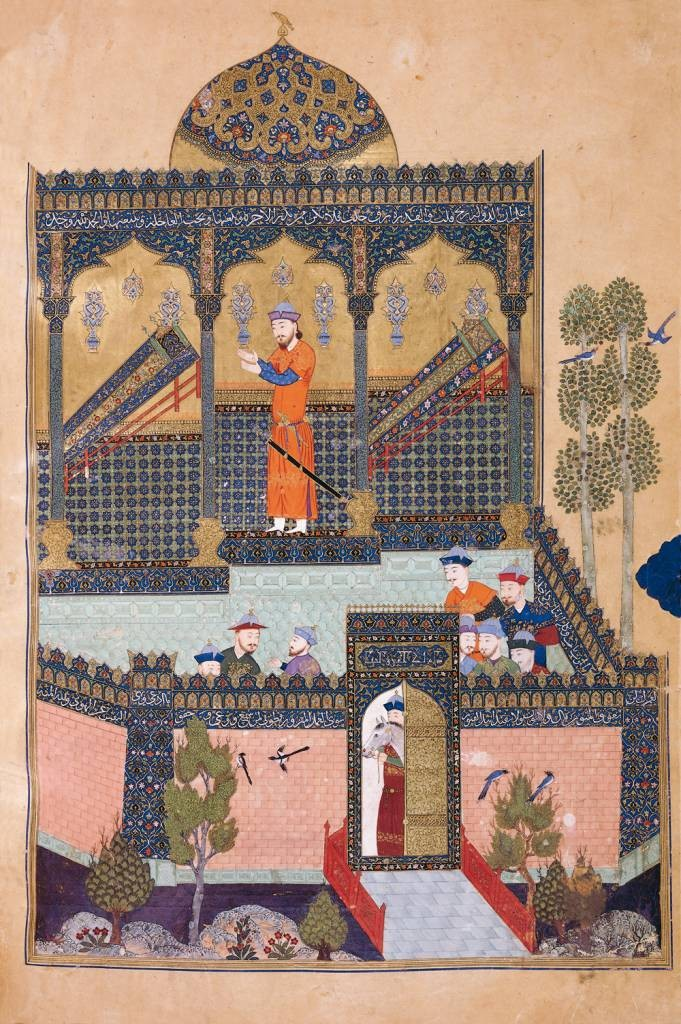
«Байсангурово Шах-наме» от 1430 года написано для внука Тимура (1336—1405) принца Байсангура (1399—1433)

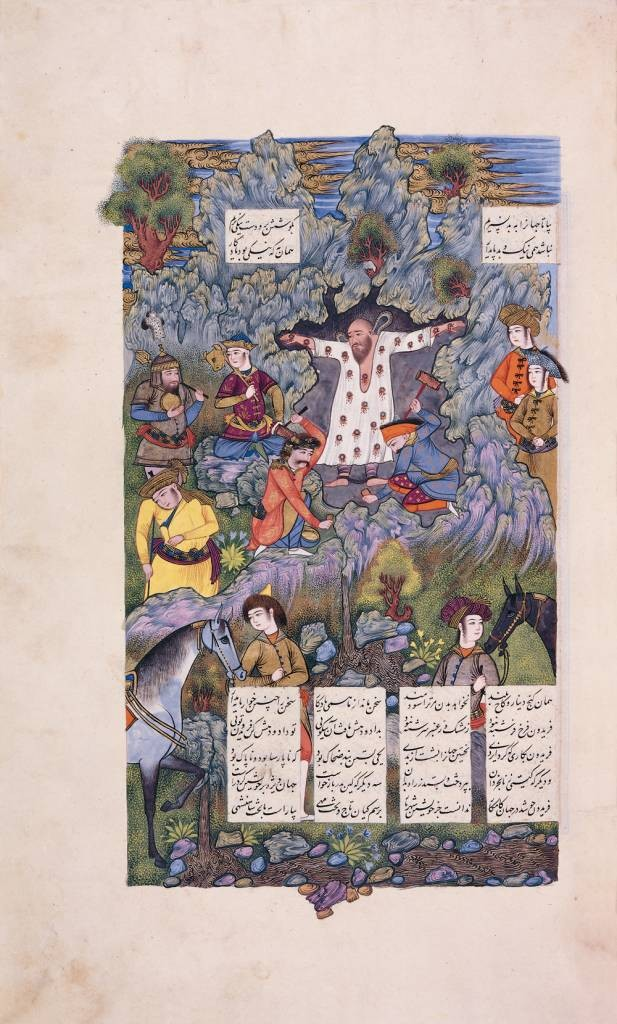
Деспот Зохак, прибитый к входу в пещеру на горе Демавенд, «Байсангурово Шах-наме» (1430)

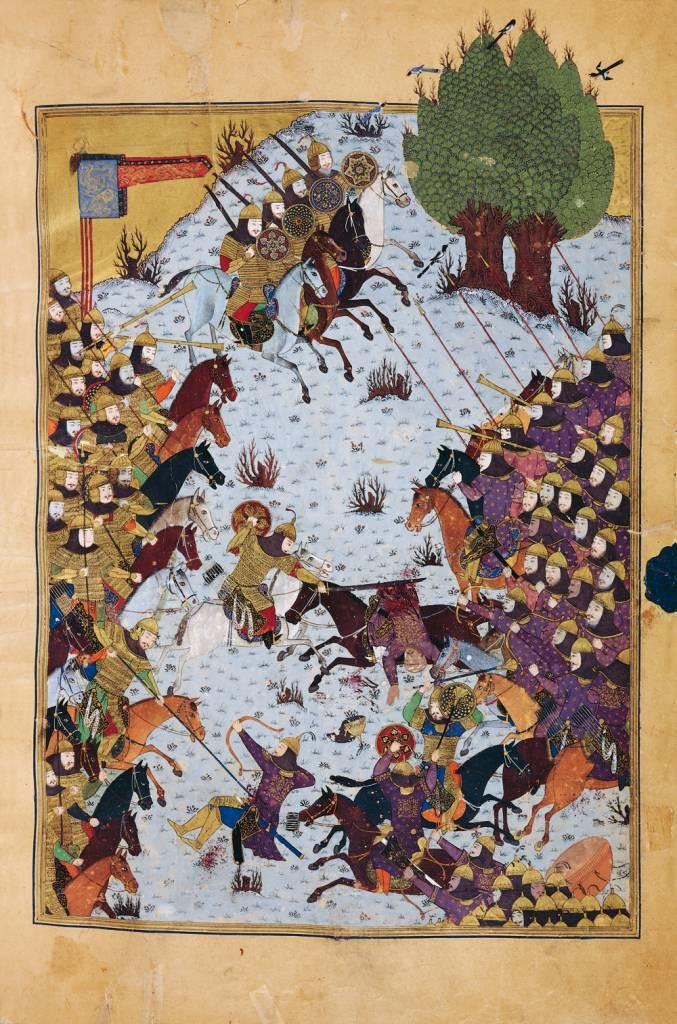
Персидская армия под руководством Хосрова идёт в бой против туранской армии Афрасияба, «Байсангурово Шах-наме» (1430)

Первый шах Ирана Гаюмар сидит на леопардовой шкуре перед раскрытой «Царской книгой царей». Предполагаемая работа Султана Мухаммеда на заказ шаха Тамаспа, 1537

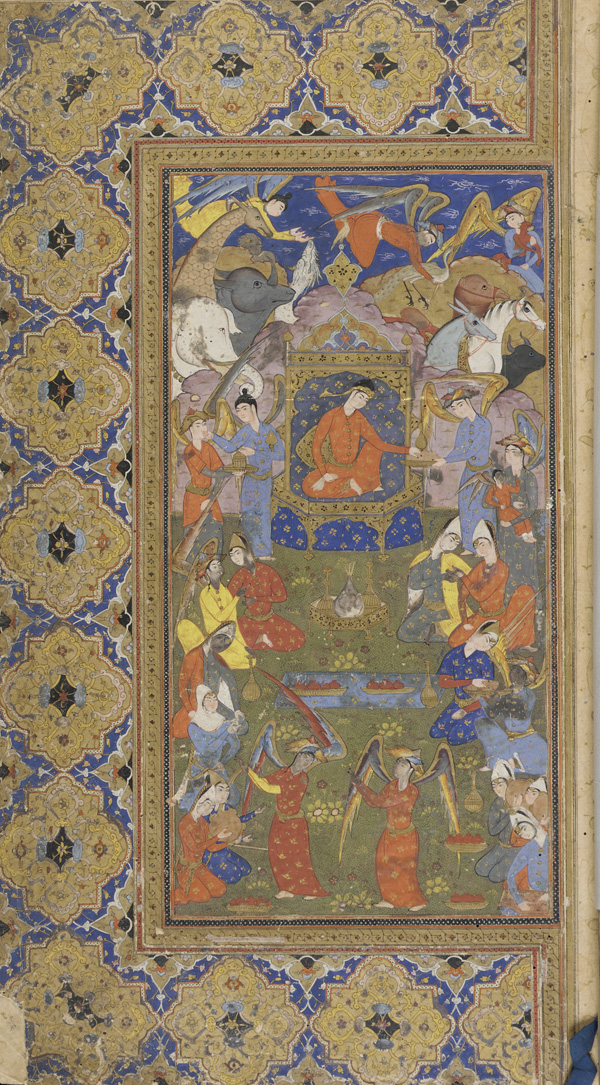
Обложка издания XVII века. Кожа украшена золотом и орнаментом

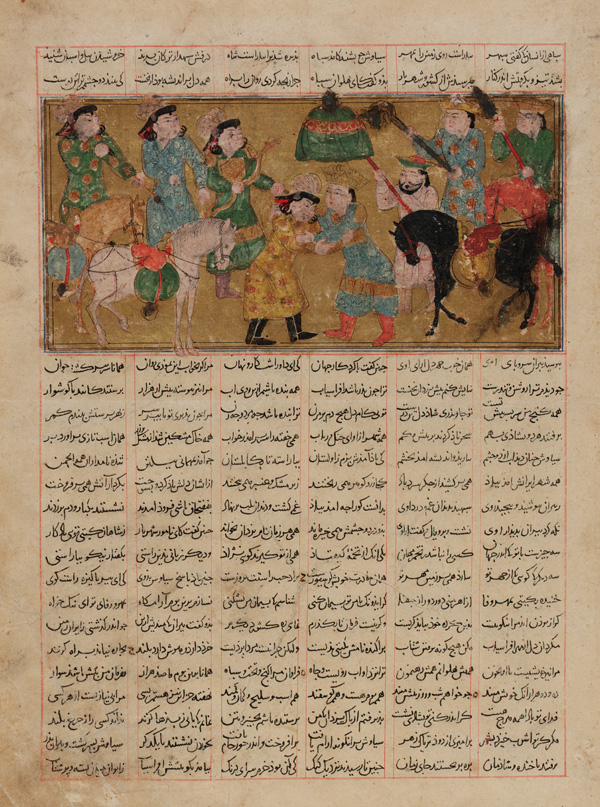
Герой Пиран встречает принца Сиявуша. Неизвестный автор, начало XIV века

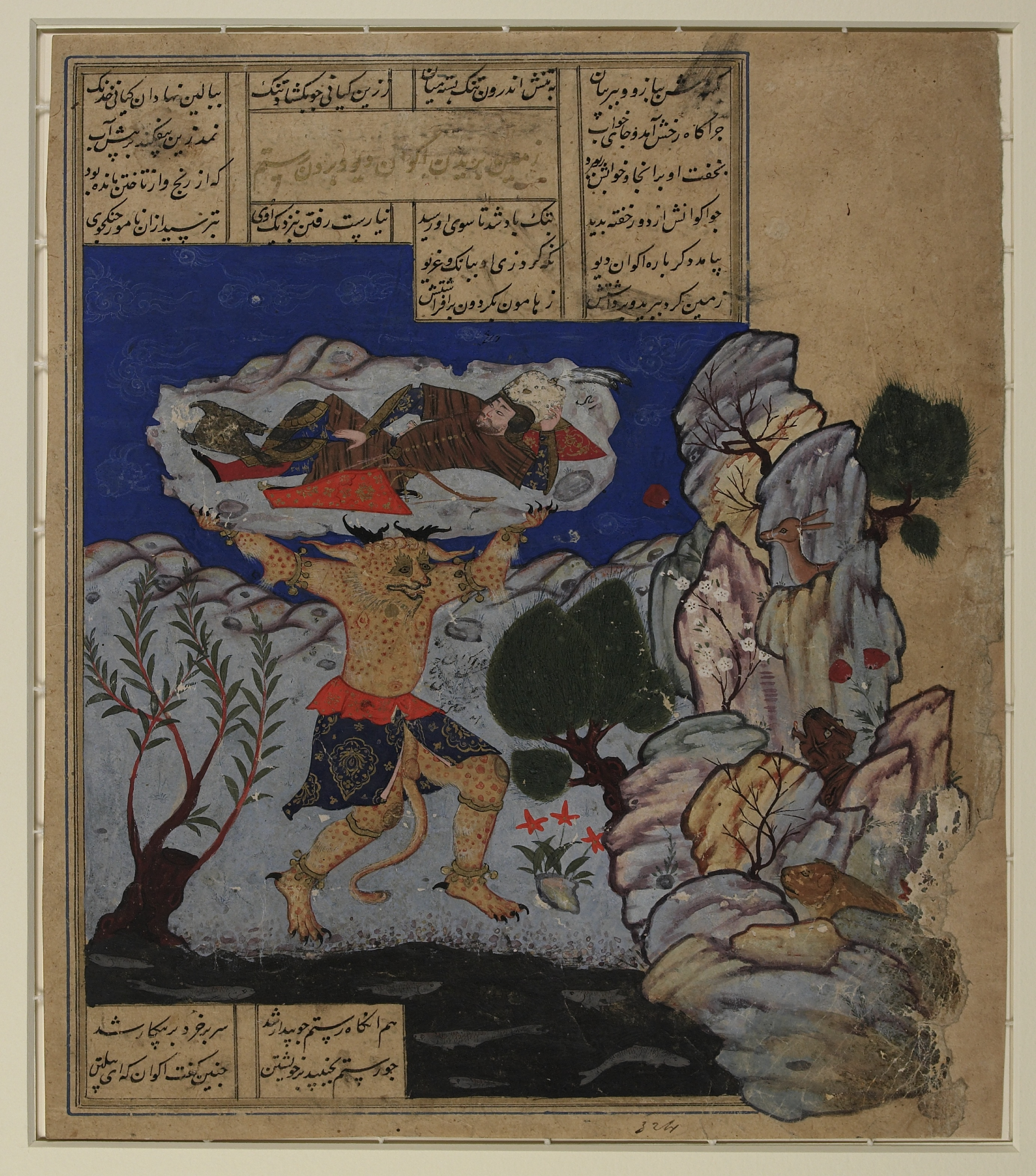
Дэв Акван швыряет Рустама в море. Неизвестный автор, XVI—XVII века

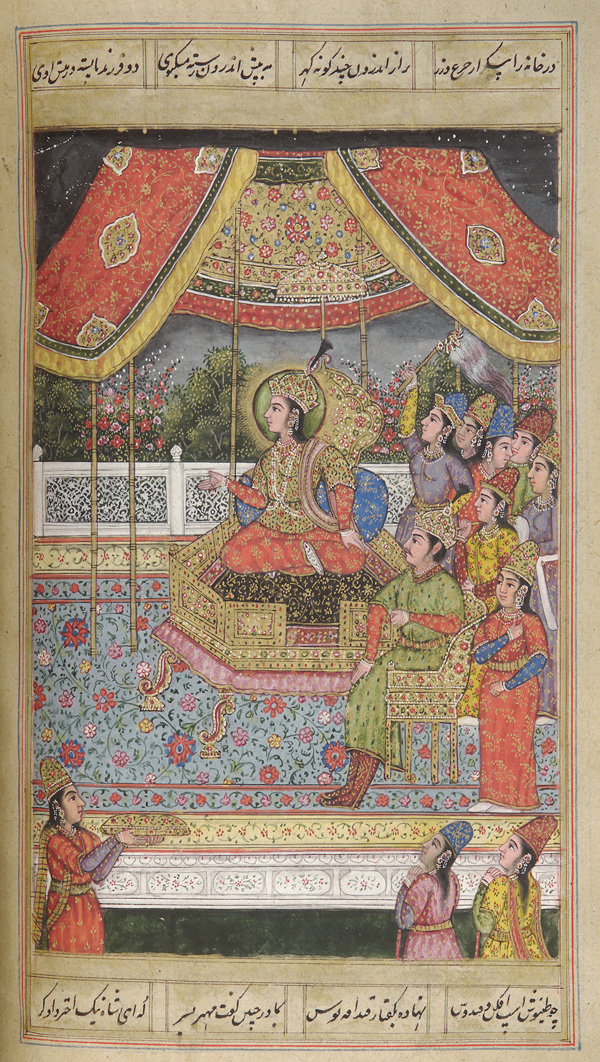
«Шах-наме» издания конца XVIII века, Мугал, Индия. Simthsonian Freer and Sackler gallery

«Шахнаме», или «Шах-наме́» (перс. شاهنامه‎ — «Книга царей», «Книга о царях», «Царь-книга», «Царская книга») — выдающийся памятник персидской литературы, национальный эпос иранских народов. В «Книге царей» описывается история Ирана от древних времён до проникновения ислама в VII веке. Самая длинная поэма, принадлежащая перу одного автора: объём в два раза больше, чем объём «Илиады» и «Одиссеи» вместе взятых.

## Общая характеристика
«Шахнаме» — это название прозаических и стихотворных сводов, самым значительным из них является эпопея Фирдоуси, написанная примерно в 976—1011.
«Шахнаме» была начата при династии Саманидов и посвящалась им, но была закончена лишь после падения Саманидов при тюркском правителе Махмуде Газневи и была посвящена ему. От остальных сводов сохранились лишь фрагменты в пересказе различных авторов. Первоначально своды назывались «Худай-наме» («Хватай-намак»), впоследствии появилось название «Шахнаме».
Фирдоуси писал «Шахнаме» в течение тридцати пяти лет и собрал в поэме большой свод персидского фольклора. Работая над произведением, он использовал не только эпизоды мусульманской истории, но и древнеиранские мифы, и доисламский эпос, и Авесту, священное писание зороастрийцев. Фирдоуси включил в поэму также тысячу бейтов, написанных его предшественником Дакики, погибшим в молодости и не успевшим завершить свой труд.
«Шахнаме» композиционно делится на 50 так называемых «царствований» (разделов) различного объёма. Отдельные царствования включают большие сказания (дастаны), имеющими морально-этическое значение.
Условно принято делить «Шахнаме» на три части: мифологическая, героическая и историческая.
Эпос имеет чрезвычайно важное языковое значение. Книга о царях, написанная целиком на персидском языке, сыграла ключевую роль в возрождении персидского языка, попавшего под арабское влияние.
«Шахнаме» Фирдоуси, согласно указанию самого автора, содержала 60000 бейтов — парных строк, принятых в арабской и иранской поэзии. Считается, что часть текста утеряна, в поэму также включались отдельные интерполяции.
Поэма многократно переводилась на языки народов мира, в том числе на европейские языки.
Фрагментарно «Шахнаме» неоднократно переводилась на русский язык. Полный русский перевод, сделанный Ц. Б. Бану-Лахути по изданию Вуллерса-Нафиси и опубликованный в 1957—1989 годах в шести томах, содержит 52009 бейтов (104018 строк).
Сокращённый перевод, сделанный В. Державиным и С. Липкиным, вышел в рамках публикаций Библиотеки всемирной литературы (БВЛ) в 1972 году (см. «Шахнаме.» БВЛ, Серия первая, том 24. М. 1972). Издание снабжено средневековыми иранскими иллюстрациями (копиями миниатюр) к «Шахнаме». Издание это стало популярным в широких читательских массах.

## Содержание

### Мифическое время
«Шахнаме» или «Книга царей» (всех царей в ней — 50) начинается от первого царя и первого человека, которому имя Каюмарс; он воплощает в себе период детства всего человечества. Далее следует цепочка преемников: Сиямак, Хушанг, Тахмурас, Джамшид. Царь Джамшид, изобретатель роскоши, возгордился и велел поклоняться себе, как Богу. В наказание Бог послал на Иран тирана Зохака с двумя змеями на плечах, выросшими после поцелуя Аримана. Зохак отнял у Джамшида трон и царствовал тысячу лет, кормя своих змей человеческим мозгом, пока кузнец Каве не поднял восстания в пользу правнука Джамшида Фаридуна. У Фаридуна было три сына Сальм (повелитель Рума), Тур (владыка Турана) и Иредж (властитель Ирана). Братья убили Иреджа, но у того осталась беременная наложница, от которой родилась дочь, родившая, в свою очередь, Манучехра.
При царе Манучехре происходят юношеские богатырские приключения Заля, любовь которого к красавице Рудабе составляет один из великолепнейших эпизодов «Шахнаме». Сын Заля — славнейший персидский богатырь Рустам. Преемник Манучехра Новзар попал в плен к туранскому царю Афрасиябу и погиб. Временами прерываясь, война длится при пяти иранских царях, всего более трёхсот лет. В первом же бою Рустам хватает Афрасияба за пояс, но пояс разрывается, туранский царь убегает — оттого война и затягивается до бесконечности. Главные подвиги Рустама и его трагический бой со своим сыном Сухрабом приходятся на царствование Кей-Кавуса, которого в некоторых отношениях напоминает своенравный князь Владимир русских былин.
Сын Кей-Кавуса Сиявуш, поссорившись с нерассудительным отцом, убежал к Афрасиябу и женился на его дочери, но был убит; месть за него надолго делается главным двигателем усилившейся войны между Ираном и Тураном. Полная превратностей и разнообразных богатырских приключений война кончается в пользу Ирана; Кей-Хосров (сын Сиявуша) настигает скрывшегося Афрасияба, от которого некогда сам с трудом убежал, и казнит его. Борьба с Тураном прерывается.
Разыгрывается художественный романтический эпизод между героем Биженом и дочерью Афрасияба Мениже — эпизод, который, по словам Фирдоуси, заимствован им из особой книги. О Рустаме и прежних героях дальше упоминается уже немного; при новом царе Лохраспе главным героем является его сын Гоштасп (эпизод о его любовной истории с дочерью римского царя имеет параллель в греческом сообщении Хареса Митиленского III века до н. э. о любви Замадра, брата Гистаспа, к царевне Одатис).
В царствование Гоштаспа появляется пророк Зердешт (Заратустра, Зороастр); Иран принимает проповеданную им религию (это место «Шахнаме», принадлежит не Фирдоуси, а Дакики), но туранский царь Арджасп, внук и преемник Афрасияба, отвергает её, вследствие чего Иран опять возобновляет притихшую борьбу с нечестивым Тураном. Главный борец за религию Зороастра — сын Гоштаспа Исфандияр, почти такой же славный богатырь «Шахнаме», как Рустам (под пехлевийским именем «Спандедат» он оказывается великим героем и по дошедшему до нас пехлевийскому произведению, написанному не позже 500 года: «Айа̄дга̄р ӣ Зарэ̄ра̄н» (перс. یادگار زریران‎ [jɒːdeˈgɒːɾe zæɾiːɾˈɒːn])). Исфандияр после ряда изумительных подвигов заканчивает войну. Отец обещал ему престол, но все уклоняется и наконец посылает его на бой с Рустамом. Тот с помощью волшебной силы убивает его, но вскоре и сам гибнет. Богатырская эпопея, собственно, здесь и заканчивается.

### Историческое время
Гоштаспа уступает иранский трон Бахману, который был отождествлён с Артаксерксом II. Бахман разбивает войско сына Рустама Фарамарза. На смену Бахману приходит его дочь Хумай, у которой родится Дараб. От румийской царевны Нахид у него родится сын Искандер. От другой жены у Дараба родится Дара. Воцарившись в Руме, Искандер идёт войной против Дары и побеждает его. Затем Искандер предпринимает славный поход в «страну брахманов» (Индия). У Дары был сын Сасан. Четыре его потомка именовались именем Сасан. Они бежали в Индию и забыли о своём царском происхождении. Однако 4-го в роду Сасана делают царём.
С основателя Сасанидской династии Ардашира I идёт, изложение уже историческое, хотя ещё попадается элемент романтический и анекдотический, а по временам — даже мифический. Сыном Ардашира становится Шапур, которого сменяет Хормуз. Любимыми героями Фирдоуси являются Бахрам V Гур (421—439) и Кисра (Хосров I Ануширван, 531—579), идеал царской мудрости и справедливости. Хосрову Ануширвану наследовал сын Хурмуз, против которого восстал талантливый полководец Бахрам Чубин. Наследник Хосров Парвиз бежал в Рум, женился на дочери кайсара и вернулся в Иран с византийскими войсками. Бахрам Чубин был разбит, и Хосров Парвиз снова захватил власть. Последний Сасанид Йездигерд был лишён власти арабами.
Завоевание Ирана арабами сведено к одной битве при Кадисии (ок. 636).

## Иллюстрации
Иллюстрированные копии книги являются самыми известными примерами персидской миниатюры.